# Universidade do Sul de Queensland
A Universidade do Sul de Queensland ou, na sua forma portuguesa, da Queenslândia (em inglês: University of Southern Queensland) é uma universidade localizada em Queensland, Austrália. Tem cursos de medicina, engenharia, direito , ciências, educação e artes. Foi fundada em 1967.